# Asahi (1900)
El Asahi (朝日  Asahi?) fue un acorazado pre-dreadnought construido para la Armada Imperial Japonesa a finales de 1890. Como Japón carecía de la capacidad industrial para construir tales buques de guerra, fue diseñado y construido en el Reino Unido. Poco después de su llegada a Japón, se convirtió en buque insignia de la Flota Permanente, la flota de combate principal de la Marina Imperial. Participó en todas las principales batallas navales de la guerra ruso-japonesa de 1904-05 y fue ligeramente dañado durante la batalla del Mar Amarillo y la batalla de Tsushima. El Asahi no vio ningún combate durante la Primera Guerra Mundial, aunque participó en la intervención siberiana de 1918.
Reclasificado como buque de defensa costera en 1921, el Asahi fue desarmado dos años más tarde para cumplir con los términos del Tratado Naval de Washington, después de lo cual sirvió como buque de entrenamiento y nodriza de submarinos. Fue transformado en buque de salvamento y rescate submarino antes de ser puesto en reserva en 1928. Fue recomisionado a finales de 1937 tras el inicio de la segunda guerra sino-japonesa, y utilizado para transportar tropas japonesas. En 1938 fue convertido en buque de reparación y basado en Shanghái, China (ocupada por los japoneses) y desde fines de 1938 hasta 1941 en la bahía de Cam Ranh en la Indochina francesa. El buque fue enviado a Singapur a principios de 1942 para reparar un crucero dañado y se le ordenó regresar a casa en mayo. Fue hundido en el camino por el submarino estadounidense USS Salmon, aunque la mayor parte de su tripulación sobrevivió.

## Antecedentes
Las experiencias de combate en la primera guerra sino-japonesa de 1894-95 convencieron a la Armada Imperial Japonesa de las debilidades de la filosofía naval Jeune École. Por lo tanto, a principios de 1896 puso en marcha un programa de desarrollo de diez años, para modernizar y ampliar su flota, con la construcción de seis acorazados y seis cruceros acorazados en su núcleo. Estos barcos fueron pagados con la indemnización de £ 30 000 000 pagadas por China tras perder la primera guerra sino-japonesa. Al igual que con las anteriores clases Fuji y Shikishima, Japón carecía de la tecnología y la capacidad de construir sus propios barcos de guerra, y se volvió de nuevo al Reino Unido para los cuatro acorazados restantes del programa. El Asahi, el quinto acorazado japonés que se construía en Gran Bretaña, fue ordenado al astillero Clydebank Engineering & Shipbuilding Company en Clydebank, Escocia en el programa naval de 1897.

## Diseño y descripción

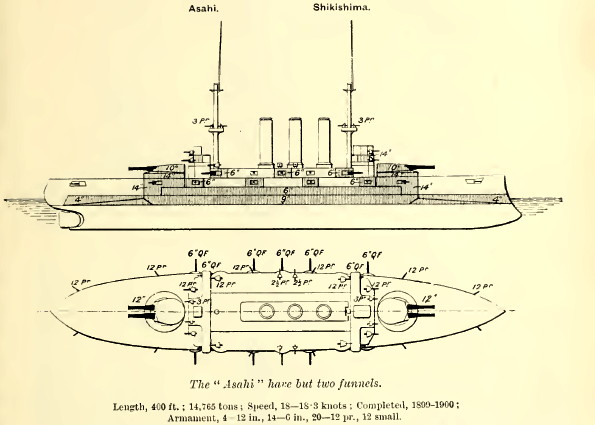
Elevación derecha y planos de los acorazados de la clase Shikishima y del acorazado Asahi en Brassey's Naval Annual 1915. A diferencia del dibujo, el Asahi tenía sólo dos chimeneas.

El diseño de Asahi era una versión modificada de los acorazados de la clase Formidable de la Royal Navy, con dos cañones de 152 mm adicionales. El buque tenía una longitud total de 129,6 metros, manga de 22,9 m y un calado de 8,3 m. Desplazaba 15 200 toneladas largas (15 400 t) en carga normal. Tenía un fondo doble completo con 55 compartimientos estancos. Su casco también fue subdividido en 223 compartimientos estancos. Fue equipado como buque insignia y su tripulación contaba con alrededor de 773 marinos, incluido el personal del almirante.
El buque era propulsado por dos motores verticales de triple expansión construidos por Humphrys, Tennant, cada uno de los cuales impulsaba una hélice, utilizando vapor generado por 25 calderas Belleville a una presión de 17,03 bar (1703 kPa, 247 psi). Los motores tenían una potencia de 15 000 caballos de fuerza (11 000 kW) y fueron diseñados para alcanzar una velocidad máxima de 18 nudos aunque el Asahi alcanzó 18,3 nudos durante sus pruebas de mar el 23 de marzo de 1900. Transportaba un máximo de 2000 toneladas largas de carbón que le permitía vapor para 9000 millas náuticas a una velocidad de 10 nudos. El barco estaba equipado con tres dinamos a vapor de 4,8 kilovatios (6,4 CV).
La batería principal del Asahi consistía en los mismos cuatro cañones Elswick Ordnance Company de doce pulgadas usados en todos los anteriores acorazados japoneses. Fueron montados en torretas dobles a proa y popa de la superestructura. Los montajes eran accionados hidráulicamente permitiendo que los cañones fueran cargados en todos los ángulos de desplazamiento, a una elevación fija de +13,5°. Cada montaje podía recorrer un total de 240 grados. Disparaban proyectiles de 850 libras a una velocidad de salida de 730 m/s.
El armamento secundario consistía en catorce cañones QF de 6 pulgadas (152 mm) montados en casamatas. Ocho de estos cañones se encontraban en la cubierta principal y los otros seis en la superestructura. Estos disparaban proyectiles de 100 libras a una velocidad de salida de 700 m/s. La protección contra ataques de torpederos era provista por veinte cañones QF 12 cwt de 12 libras. Los cañones de 12 libras disparaban proyectiles de 3 pulgadas (76 mm), 12,5 libras, a una velocidad inicial de 719 m/s. Los cañones más ligeros consistían en ocho cañones Hotchkiss de 3 libras (47 mm) y cuatro cañones de 2,5 libras. Los primeros fueron montados en la superestructura y los segundos en la cofa. Los cañones de tres libras disparaban proyectiles de 3,19 libras a una velocidad de salida de 587 m/s, mientras que los 2,5 libras dispararon proyectiles de 2,5 libras a una velocidad 430 m/s. El barco también estaba equipado con cuatro tubos lanzatorpedos sumergidos de 18 pulgadas, dos en cada costado.
El cinturón principal de la línea de flotación del Asahi consistía en un blindaje Harvey de 2,44 m de altura, de los cuales 1,11 m estaban sobre la línea de flotación a carga normal y tenía un grosor máximo de 229 mm en los 68,28 m centrales del buque. Tenía sólo 102 mm de espesor en los extremos de la nave y era coronada por una traca de seis pulgadas de blindaje que se extendía entre las barbetas. Las barbetas tenían 356 mm de espesor, pero se reducía a solo 254 mm en el área de las cubiertas superiores. Las cubiertas de las barbetas estaban protegidas por 254 mm de blindaje en frente, 152 mm de espesor en los lados y el techo era de 38 mm. Los mamparos diagonales que conectaban las barbetas al blindaje lateral tenían de 305 a 356 mm de espesor, pero solo 152 mm en el nivel inferior de la cubierta. El blindaje frontal de las casamatas que protegían el armamento secundario también eran de 152 mm de espesor con la parte trasera protegida por placas de 51 mm. La parte plana del blindaje de cubierta era de 64 mm de espesor y 102 mm donde descendía a los lados de la nave. La torre de mando estaba protegida por 356 mm de blindaje.
El Asahi, como todos los otros acorazados japoneses de la época, estaba equipado con cuatro telémetros de coincidencia Barr and Stroud FA3 que tenía un alcance efectivo de 7300 m. Estos barcos también fueron equipados con miras telescópicas de 24 aumentos.

## Construcción y servicio

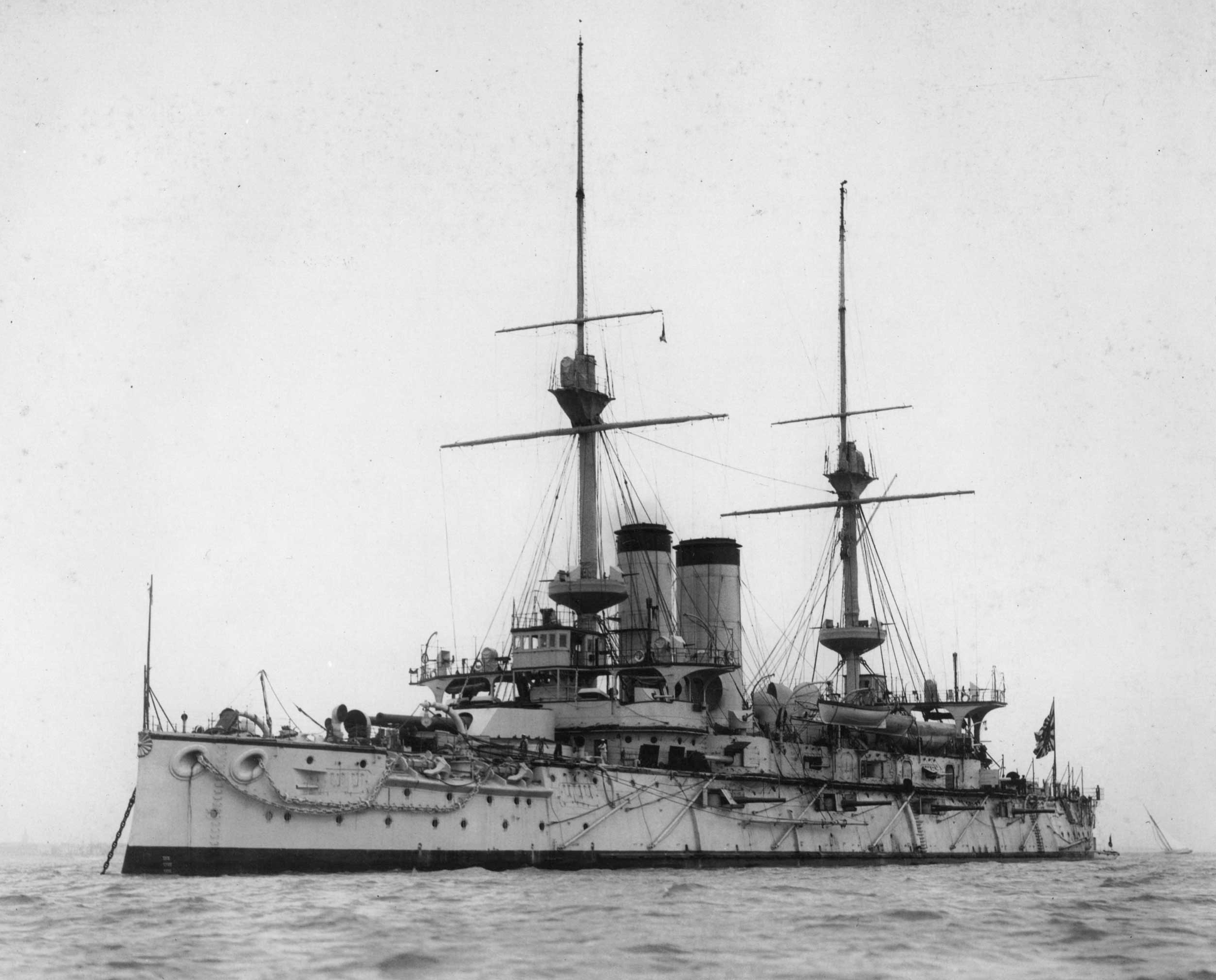
Asahi poco después de su finalización en 1900

El Asahi, que significa «sol de la mañana», nombre tomado de una estrofa de poesía waka, fue iniciado el 1 de agosto de 1898 en Clydebank, Escocia, por Clydebank Engineering & Shipbuilding Co. y completado por John Brown & Company, que compró la firma antes de que el buque fuera completado. Fue botado el 13 de marzo de 1899 y terminado el 31 de julio de 1900. Su terminación se retrasó por cerca de tres meses cuando su chapado inferior requirió reparaciones después de encallar cerca de Southsea durante las pruebas de mar. El barco partió de Inglaterra, después de las reparaciones en Portsmouth, el día de su finalización, y arribó a Yokosuka, Japón, el 23 de octubre de 1900. Se convirtió en el buque insignia de la Flota Permanente el 22 de mayo de 1901 y fue asignado a la 1.ª División de Acorazados de la 1.ª Flota cuando la Flota Combinada fue reformada el 28 de diciembre de 1903.

### Comienzo de la guerra ruso-japonesa
Al comienzo de la guerra ruso-japonesa, el Asahi, comandado por el capitán Hikohachi Yamada, fue asignado a la 1.ª División de la 1.ª Flota. Participó en la batalla de Port Arthur el 9 de febrero de 1904, cuando el vicealmirante Tōgō Heihachirō lideró a la 1.ª flota en un ataque a los barcos rusos de la flota del Pacífico anclados en las afueras de Port Arthur. Tōgō esperaba que el ataque sorpresa nocturno de sus destructores fuera mucho más exitoso de lo que fue, anticipando que los rusos estarían desorganizados y debilitados, pero se habían recuperado de su sorpresa y estaban listos para el ataque. Los buques japoneses fueron avistados por el crucero protegido Boyarin, que estaba patrullando en alta mar y alertó a las defensas rusas. Tōgō eligió atacar las defensas costeras rusas con su armamento principal y enfrentar a los buques rusos con su armamento secundario. Dividir el fuego resultó ser una mala decisión para los japoneses ya que los cañones de 203 y 152 mm infligieron poco daño a los barcos rusos, que concentraron todo su fuego contra los barcos japoneses logrando algún efecto. Aunque se vieron afectados muchos barcos en ambos lados, las víctimas rusas fueron solamente 17, mientras que los japoneses sufrieron 60 muertos y heridos antes de que Tōgō decidiera retirarse. El Asahi no se vio afectado durante los enfrentamientos.
El barco participó en la acción del 13 de abril, cuando Tōgō atrajo con éxito una parte del escuadrón del Pacífico incluyendo el buque insignia del vicealmirante Stepán Makárov, el acorazado Petropavlovsk. Cuando Makarov vio los cinco acorazados japoneses, se dio la vuelta para Port Arthur y el Petropavlovsk golpeó una mina puesta por los japoneses la noche anterior. El acorazado ruso se hundió en menos de dos minutos después de que uno de sus almacenes de munición explotara, Makárov estaba entre los 677 muertos. Envalentonado por su éxito, Tōgō reanudó las misiones de bombardeo de largo alcance, lo que llevó a los rusos a poner más campos minados, que hundieron dos acorazados japoneses al mes siguiente.

### Batalla del mar Amarillo
Durante la batalla del mar Amarillo el 10 de agosto, el Asahi, ahora comandado por el capitán Tsunaakira Nomoto, era el segundo en la columna de acorazados japoneses, por detrás del Mikasa, y fue uno de los principales objetivos de los buques rusos. Fue alcanzado por un único proyectil de 12 pulgadas que hirió a dos tripulantes. Sin embargo, ambos cañones de 305 mm en su torreta de popa fueron inhabilitados por proyectiles que detonaron prematuramente en las ánimas. A su vez, concentró la mayor parte de su fuego en los acorazados Poltava y Tsesarevich, y aunque ambos barcos fueron ligeramente dañados por los obuses japoneses, por lo general no penetraban el blindaje y detonaban en el impacto. Sin embargo, el buque hizo los golpes críticos de la batalla, cuando dos de sus proyectiles de 12 pulgadas golpearon el puente del Tsesarevich, matando al comandante de la escuadra rusa, el vicealmirante Wilgelm Vitgeft, dos de sus oficiales y al contramaestre del barco. El timón se atascó y lo hizo virar bruscamente creando confusión total entre los barcos rusos. El segundo al mando, el contraalmirante Pavel Ukhtomsky, finalmente obtuvo el control del resto de la escuadra y se dirigió de nuevo a Port Arthur. Un poco más de dos meses después, el 26 de octubre, el Asahi golpeó una mina frente a Port Arthur mientras estaba en tareas de bloqueo. Estuvo en reparación en el arsenal naval de Sasebo desde noviembre de 1904 hasta abril de 1905. Las fuerzas navales rusas en el Lejano Oriente habían sido destruidas o neutralizadas para esa época y los rusos se vieron obligados a trasladar barcos de la Flota del Báltico que no llegaron hasta mayo.

### Batalla de Tsushima
En la batalla de Tsushima el 27 de mayo de 1905, el Asahi de nuevo siguió al acorazado Mikasa en el combate, esta vez contra la segunda y tercera escuadra del Pacífico. El Mikasa abrió fuego contra el acorazado Knyaz Suvorov, el buque insignia ruso, a las 14:10, acompañado por el Asahi y el crucero acorazado Azuma poco después.

### Hundimiento
En la Segunda Guerra Mundial, en el 13 de marzo de 1942 el Asahi estuvo estacionado en Singapur, y en abril su tripulación realizó reparaciones en el crucero ligero Naka, que había sido torpedeado por el submarino USS  Seawolf frente a la isla Christmas. Partiendo de Singapur hacia Kure el 22 de mayo, escoltado por el cazasubmarinos CH-9, el Asahi fue avistado por el submarino USS Salmon en la noche del 25/26 de mayo de 1942, a 100 millas (160 km) al sureste del cabo Padaran, Indochina. De los cuatro torpedos del Salmon, dos impactaron al barco en su sala de calderas central de babor y en los espacios de popa. A las 01:03, momentos después de ser alcanzado, el Asahi se hundió en 10°00′N 110°00′E / 10.000, 110.000. Dieciséis hombres murieron en el ataque; el capitán del barco y 582 tripulantes fueron rescatados por el CH-9.